# Ephydrempis setiventris
Ephydrempis setiventris är en tvåvingeart som beskrevs av Saigusa 1986. Ephydrempis setiventris ingår i släktet Ephydrempis och familjen Brachystomatidae.
Artens utbredningsområde är Nepal. Inga underarter finns listade i Catalogue of Life.